# Omloop van het Houtland 2017
Der 72. Omloop van het Houtland 2017 war ein belgisches Straßenradrennen mit Start und Ziel in Lichtervelde nach 195,3 km. Es fand am Mittwoch, den 20. September 2017, statt. Zudem war es Teil der UCI Europe Tour 2017 und dort in der Kategorie 1.1 eingestuft.
Sieger wurde im Dreiersprint einer Ausreißergruppe der Belgier Tom Devriendt von Wanty-Groupe Gobert vor seinem Landsmann Maarten Wynants von Team Lotto NL-Jumbo.

## Teilnehmende Mannschaften
| WorldTeams (3)- Lotto-Soudal - Lotto NL-Jumbo - Team Sunweb Professional Continental Teams (5)- Sport Vlaanderen-Baloise - Wanty-Groupe Gobert - Verandas Willems-Crelan - WB-Veranclassic-Aqua Protect - Roompot-Nederlandse Loterij Continental Teams (10)- Cibel-Cebon - Pauwels Sauzen-Vastgoedservice - Tarteletto-Isorex - Metec-TKH-Mantel - Baby-Dump - Roubaix Lille Métropole - Uno-X Hydrogen Development - Coop - Differdange-Losch - Leopard |
| |

## Strecke
Nach dem Start in Lichtervelde führte der Kurs zunächst in einer 113 Kilometer langen Schleife flach um die Umgebung. Anschließend folgten acht Runden à 10,2 Kilometer in Lichtervelde. Auch dieser Kurs war flach.

## Rennverlauf
Nach 60 gefahrenen Kilometern griffen zwei Fahrer an, u. a. John Mandrysch (Deutschland/Leopard) und setzten sich ab. 15 Kilometer später zerfiel das Peloton in mehrere Teile. Zur Rennhälfte schloss die erste größere Gruppe mit etwa 40 Fahrern zu den Spitzenreitern die Lücke. Die große Fluchtgruppe wurde zu Beginn der Schlussrunden wieder gestellt. Anschließend fuhren Guillaume Van Keirsbulck (Belgien/Wanty) und Jonas Rickaert (Belgien/Sport Vlaanderen) weg. 
Kurze Zeit später fuhren 14 weitere Fahrer mit Tom Devriendt (Belgien/Wanty), Maarten Wynants (Belgien/LottoNL) und Brian van Goethem (Niederlande/Roompot) auf. Devriendt, Wynants und van Goethem lösten sich aus der Fluchtgruppe des Tages. Zehn Kilometer vor dem Ziel hatten die drei 30 Sekunden an Vorsprung. Allerdings konnte das Feld die Lücke nicht mehr schließen. So kam es zum Sprint der drei. Diesen gewann Devriendt vor Wynants und van Goethem. Das geschlagene Feld folgte mit acht Sekunden Rückstand.

## Rennergebnis
| #      | Fahrer             | Team                           | Zeit       |
| ------ | ------------------ | ------------------------------ | ---------- |
| Sieger | Tom Devriendt      | Wanty-Groupe Gobert            | 4h 15' 42" |
| 2.     | Maarten Wynants    | Team Lotto NL-Jumbo            | gl. Zeit   |
| 3.     | Brian van Goethem  | Roompot-Nederlandse Loterij    | gl. Zeit   |
| 4.     | André Greipel      | Lotto Soudal                   | +0' 08"    |
| 5.     | Max Walscheid      | Team Sunweb                    | gl. Zeit   |
| 6.     | Bert Van Lerberghe | Sport Vlaanderen-Baloise       | gl. Zeit   |
| 7.     | Alexander Geuens   | Pauwels sauzen-Vastgoedservice | gl. Zeit   |
| 8.     | Joeri Stallaert    | Cibel-Cebon                    | gl. Zeit   |
| 9.     | Jelle Mannaerts    | Tarteletto-Isorex              | gl. Zeit   |
| 10.    | Timothy Dupont     | Vérandas Willems-Crelan        | gl. Zeit   |